# (2835) Ryoma
(2835) Ryoma es un asteroide perteneciente al cinturón de asteroides, descubierto el 20 de noviembre de 1982 por Tsutomu Seki desde el Observatorio de Geisei, Geisei, Japón.

## Designación y nombre
Designado provisionalmente como 1982 WF. Fue nombrado Ryoma en honor al político japonés Sakamoto Ryōma.